# Joscha Eißen
Joscha Eißen (* 1995 in Schwäbisch Hall) ist ein deutscher Schauspieler.

## Leben
Nach dem Abitur studierte er Medizin an der Ludwig-Maximilians-Universität München. 2018 wechselte er für ein Schauspielstudium an die Akademie für Darstellende Kunst Baden-Württemberg.
Als Schauspieler war er unter anderem am Theater Regensburg und dem Schauspiel Stuttgart. Daneben ist er auch als Hörspielsprecher beim SWR tätig.

## Filmographie
- 2012: Statistisch gesehen ist der Weihnachtsmann eine Frau
- 2017: Die Freibadclique
- 2019: Weit Draussen
- 2019: Im Wiederschein
- 2020: Endjährig
- 2020: WaPo Bodensee
- 2021: SOKO Stuttgart
- 2022: In aller Freundschaft – Die jungen Ärzte
- 2023: Wann wird es endlich wieder so, wie es nie war